# Jan Vertonghen
Jan Vertonghen, właśc. Jan Bert Lieve Vertonghen (wym. [jɑŋ vərtoŋɦə(n)]; ur. 24 kwietnia 1987 w Sint-Niklaas) – belgijski piłkarz, występujący na pozycji obrońcy w belgijskim klubie RSC Anderlecht. W latach 2007–2024 wielokrotny reprezentacji Belgii. Brązowy medalista Mistrzostw Świata 2018. Jest rekordzistą pod względem liczby występów w reprezentacji, mając na koncie 157 rozegranych spotkań w których strzelił 10 bramek i zaliczył 6 asyst.
Uczestnik Mistrzostw Świata 2014 i 2022 oraz Mistrzostw Europy 2016, 2020 i 2024. W 2020 roku kapitan reprezentacji.
Najwięcej występów w swojej karierze zaliczył dla angielskiego klubu Tottenham Hotspur. Występował również m.in. w takich klubach jak: Ajax Amsterdam, RSC Anderlecht czy SL Benfica.

## Kariera klubowa
Vertonghen jest wychowankiem Geminalu Beerschot Antwerpia, który stanowi belgijską filię AFC Ajax. Do Holandii Vertonghen przeniósł się w 2006. Swój debiut w pierwszej drużynie Ajaksu zaliczył 3 grudnia 2006 w wygranym 6:0 meczu z Willem II Tilburg. Wkrótce został wypożyczony do RKC Waalwijk, w którym to rozegrał 12 spotkań, a następnie powrócił do Ajaksu.
W sezonie 2011/2012 był wielokrotnie wiązany z angielskim klubem Tottenham Hotspur i publicznie wyraził pragnienie, aby przejść na White Hart Lane. W dniu 8 lipca 2012 przeniósł się do Tottenham Hotspur za kwotę wynoszącą około £ 9,5 mln.

## Kariera reprezentacyjna

### Debiut
W reprezentacji Belgii zadebiutował 2 lipca 2007 w przegranym 1:2 meczu z Portugalią. 

### Eliminacje do Mistrzostw Świata 2010
Podczas eliminacji do Mistrzostw Świata 2010, Jan Vertonghen zaczął umacniać swoją pozycję jako stały zawodnik reprezentacji Belgii, początkowo grając na pozycji środkowego obrońcy jako partner Thomasa Vermaelena, swojego byłego kolegi z Ajaxu.
W sierpniu 2009 roku zdobył swoją pierwszą bramkę w meczu towarzyskim przeciwko Czechom, który zakończył się porażką Belgii 1–3.
7 września 2009 roku, w meczu eliminacyjnym do Mistrzostw Świata przeciwko reprezentacji Hiszpanii, doznał kontuzji palca u nogi i musiał opuścić boisko w 29. minucie przy stanie 0–5.
Często grał na lewej obronie, ponieważ Vermaelen i Vincent Kompany byli preferowanymi środkowymi obrońcami. 
26 czerwca 2014 na Mistrzostwach Świata 2014 w trzecim meczu grupowym przeciwko Korei Południowej 
strzelił zwycięskiego gola na 1:0 tym samym Belgowie zajęli pierwsze miejsce w grupie z kompletem punktów. 2 lipca w meczu 1/8 finału Mistrzostw Świata 2018 przeciwko Japonii gdzie przegrywali dwoma bramkami, strzelił pierwszego gola w 69' minucie gdzie ostatecznie Belgowie wygrali spotkanie 3:2.
Powrócił do pierwszego składu w meczu towarzyskim przeciwko Węgrom, wygranym przez Belgię 3–0, oraz w przegranym 0–1 spotkaniu z reprezentacją Chorwacji w marcu następnego roku.
1 lipca 2024 w meczu 1/8 finału Mistrzostw Europy 2024 przeciwko Francji 0:1 strzelił gola samobójczego który przesądził o odpadnięciu z turnieju. Po tym turnieju zakończył reprezentacyjną karierę.
Jest rekordzistą pod względem liczby występów w reprezentacji, mając na koncie 157 rozegranych spotkań.

## Sukcesy

### AFC Ajax
- Mistrzostwo Holandii: 2010/2011, 2011/2012
- Puchar Holandii: 2006/2007, 2009/2010

### Reprezentacyjne
- 3. miejsce na Mistrzostwach świata: 2018

### Indywidualne
- Talent roku w AFC Ajax: 2007/2008
- Gracz roku w AFC Ajax: 2011/2012
- Piłkarz roku w Holandii: 2011/2012
- Drużyna Roku PFA w Premier League: 2012/2013, 2017/2018
- Drużyna sezonu Ligi Mistrzów UEFA: 2018/2019

### Rekordy
- Najwięcej występów w historii reprezentacji Belgii: 157 meczów